# A Day's Pleasure
A Day's Pleasure (no Brasil, Um Dia de Prazer; em Portugal, Um Dia Bem Passado), é um filme mudo de 1919 escrito, produzido, dirigido e protagonizado por Charles Chaplin. Vale dizer que este filme, conta com a presença do ator-mirim Jackie Coogan (cujo novamente contracenaria com Chaplin em The Kid (1921)) e que também se passa inicialmente na frente do próprio estúdio de Chaplin, ou seja, a casa do Vagabundo e sua família é o frontal de sua própria secretaria.

## Sinopse
O Vagabundo (Charles Chaplin), com a sua mulher (Edna Purviance) e seus dois filhos (Marion Feducha / Bob Kelly e Jackie Coogan), saem para aproveitarem o dia juntos mas, já de saída nada dá certo quando ele tenta por um longo tempo dar a partida em seu humilde carro.
Após isso, a família ainda não desiste de tirar um dia proveitoso e saem para o passeio mas ao longo dele, o Vagabundo acidentalmente o enche de confusões.

## Elenco
- Charles Chaplin - Vagabundo, chefe de família
- Edna Purviance - Mãe
- Marion Feducha - Filho 1
- Bob Kelly - Filho 1
- Jackie Coogan - Filho 2
- Tom Wilson
- Babe London
- Henry Bergman
- Loyal Underwood

## Ficha técnica
- Estúdio: Chaplin Studios
- Distribuição: First National
- Direção: Charles Chaplin
- Roteiro: Charles Chaplin
- Produção: Charles Chaplin
- Música: Charles Chaplin (para o relançamento de The Chaplin Revue)
- Fotografia: Roland Totheroth
- Figurino: Mother Vinot
- Edição: Charles Chaplin (não-creditado)

## Curiosidades
- Na primeira cena do filme, em que o Vagabundo tenta dar a partida em seu carro, é visto de longe um homem que passeia pela calçada do outro lado da rua. Após ele reparar que estava sendo filmado, ele logo dá meia volta e vai embora.
- Charles Chaplin já estava para contratar Jackie Coogan para o filme The Kid quando ele estava em processo de produção. Este só seria um teste para Coogan, se ele se sentiria a vontade com as câmeras. Vendo que tudo tinha dado certo, Chaplin decidiu definitivamente contratá-lo para The Kid.